# Rafael Santos Borré
Rafael Santos Borré Maury (ur. 15 września 1995 w Barranquilli) – kolumbijski piłkarz występujący na pozycji napastnika w brazylijskim klubie SC Internacional oraz w reprezentacji Kolumbii.

## Kariera klubowa
Wychowanek Deportivo Cali. W latach 2013–2015 wystąpił w 26 meczach ligowych, w których zdobył 14 bramek, czym przyciągnął uwagę europejskich klubów. 28 sierpnia 2015 podpisał 6-letni kontrakt z klubem Atlético Madryt. Podjęto jednak decyzję, że do lipca 2016 roku pozostanie zawodnikiem Deportivo Cali na zasadzie wypożyczenia. 13 sierpnia 2016 roku został wypożyczony po raz kolejny, tym razem do innego zespołu Primera División - Villarreal CF. W lidze hiszpańskiej wystąpił w 17. spotkaniach, ale na pierwszego gola czekał do 1 marca 2017 roku, gdy zdobył dwie bramki przeciwko CA Osasuna. 
7 sierpnia 2017 roku na zasadzie transferu definitywnego trafił do CA River Plate.
5 lipca 2021 przeszedł na zasadzie wolnego transferu do Eintrachtu Frankfurt podpisując kontrakt do 2025 roku.  

## Kariera reprezentacyjna
Borre został powołany do składu na Mistrzostwa Ameryki Południowej U-20 w piłce nożnej w 2015 roku. W turnieju zdobył dwie bramki, a Kolumbia ukończyła zmagania na drugim miejscu dzięki czemu awansowała do Mistrzostw Świata U-20 w Piłce Nożnej 2015, a także barażu o awans do Igrzysk Olimpijskich 2016. Znalazł się w kadrze na Mistrzostwa Świata U-20, w których Kolumbia odpadła w 1/8 finału. 
21 marca 2015 roku otrzymał powołanie do kadry Kolumbii, jednak w żadnym ze spotkań nie pojawił się na boisku. Swój debiut zaliczył 6 września 2019 roku w towarzyskim meczu przeciwko Brazylii, zmieniając w 83 minucie Duvána Zapatę. 